# Calcio ai VI Giochi panamericani

La sesta edizione del torneo di calcio ai Giochi panamericani si è svolta a Cali, Cartago, Buga, Palmira e Tuluá, in Colombia, dal 31 luglio al 12 agosto 1971. Il formato subisce un'ulteriore modifica rispetto all'edizione precedente: vengono creati tre gironi da quattro squadre, e le prime due squadre classificate accedono al girone finale. Le Nazionali partecipanti sono dodici, due affiliate alla CONMEBOL e dieci alla CONCACAF. A vincere è l'Argentina, che ottiene il suo quarto titolo complessivo.

## Incontri

### Gruppo A (Cali)
| Squadra         | P | G | V | N | S | GF | GS | DR  |
| --------------- | - | - | - | - | - | -- | -- | --- |
| Colombia        | 6 | 3 | 3 | 0 | 0 | 12 | 1  | +11 |
| Canada          | 4 | 3 | 2 | 0 | 1 | 10 | 2  | +8  |
| Bahamas         | 2 | 3 | 1 | 0 | 2 | 4  | 13 | −9  |
| Rep. Dominicana | 0 | 3 | 0 | 0 | 3 | 2  | 12 | −10 |

| Colombia | 2–1 | Canada          |
| Bahamas  | 4–2 | Rep. Dominicana |
| Colombia | 6–0 | Bahamas         |
| Canada   | 4–0 | Rep. Dominicana |
| Colombia | 4–0 | Rep. Dominicana |
| Canada   | 5–0 | Bahamas         |

### Gruppo B (Cartago)
| Squadra           | P | G | V | N | S | GF | GS | DR |
| ----------------- | - | - | - | - | - | -- | -- | -- |
| Cuba              | 5 | 3 | 2 | 1 | 0 | 3  | 0  | +3 |
| Trinidad e Tobago | 3 | 3 | 1 | 1 | 1 | 3  | 2  | +1 |
| Messico           | 3 | 3 | 1 | 1 | 1 | 3  | 3  | 0  |
| Giamaica          | 1 | 3 | 0 | 1 | 2 | 0  | 4  | −4 |

| Cuba     | 2–0 | Messico           |
| Giamaica | 0–2 | Trinidad e Tobago |
| Cuba     | 0–0 | Giamaica          |
| Messico  | 1–1 | Trinidad e Tobago |
| Cuba     | 1–0 | Trinidad e Tobago |
| Messico  | 2–0 | Giamaica          |

### Group C (Buga e Tuluá)
| Squadra     | P | G | V | N | S | GF | GS | DR |
| ----------- | - | - | - | - | - | -- | -- | -- |
| Argentina   | 5 | 3 | 2 | 1 | 0 | 6  | 2  | +4 |
| Stati Uniti | 4 | 3 | 2 | 0 | 1 | 7  | 6  | +1 |
| Haiti       | 2 | 3 | 0 | 2 | 1 | 4  | 5  | −1 |
| Bermuda     | 1 | 3 | 0 | 1 | 2 | 3  | 7  | −4 |

| Argentina   | 3–0 | Stati Uniti |
| Haiti       | 1–1 | Bermuda     |
| Argentina   | 1–1 | Haiti       |
| Stati Uniti | 4–1 | Bermuda     |
| Argentina   | 2–1 | Bermuda     |
| Stati Uniti | 3–2 | Haiti       |

### Girone finale (Buga, Cali e Palmira)
| Squadra           | P | G | V | N | S | GF | GS | DR  |
| ----------------- | - | - | - | - | - | -- | -- | --- |
| Argentina         | 9 | 5 | 4 | 1 | 0 | 7  | 2  | +5  |
| Colombia          | 6 | 5 | 2 | 2 | 1 | 9  | 6  | +3  |
| Cuba              | 6 | 5 | 3 | 0 | 2 | 5  | 3  | +2  |
| Trinidad e Tobago | 5 | 5 | 2 | 1 | 2 | 10 | 7  | +3  |
| Canada            | 3 | 5 | 1 | 1 | 3 | 4  | 7  | −3  |
| Stati Uniti       | 1 | 5 | 0 | 1 | 4 | 2  | 12 | −10 |

| Cuba        | 1–0 | Trinidad e Tobago |
| Argentina   | 2–0 | Canada            |
| Colombia    | 3–0 | Stati Uniti       |
| Argentina   | 3–2 | Trinidad e Tobago |
| Cuba        | 2–0 | Stati Uniti       |
| Colombia    | 2–3 | Canada            |
| Argentina   | 1–0 | Cuba              |
| Colombia    | 2–2 | Trinidad e Tobago |
| Stati Uniti | 1–1 | Canada            |
| Colombia    | 2–1 | Cuba              |
| Argentina   | 1–0 | Stati Uniti       |
| Canada      | 0–1 | Trinidad e Tobago |
| Colombia    | 0–0 | Argentina         |
| Stati Uniti | 1–5 | Trinidad e Tobago |
| Canada      | 0–1 | Cuba              |